# Wolfram Alpha
（也写作“Wolfram|Alpha”，缩写 W|A），是由 Wolfram Research 公司推出的一款在线自动问答系统。其特色是可以直接向用户返回答案，而不是像传统搜索引擎一样提供一系列可能含有用户所需答案的相关网页。
Wolfram Alpha 于 2009 年 5 月 18 日正式发布，它是基于 Wolfram 早期旗舰产品 Mathematica，一款囊括了计算机代数、符号和数值计算、可视化和统计功能的计算平台和工具包开发的。其数据来源包括学术网站和出版物、商业网站和公司、科学机构等等，例如中央情报局出版物《世界概况》、康奈尔大学图书馆出版物《All About Birds》、《Chambers Biographical Dictionary》、道琼斯公司、Catalogue of Life 、 CrunchBase、百思买 、美国联邦航空管理局、美国地质调查局等 。

## 历史
2009 年 3 月，Wolfram Research 公司的总裁斯蒂芬·沃尔夫勒姆撰文透露，他本人正着手开发一款新型互联网引擎，按照既定计划，这款名为 Wolfram Alpha 的新型计算引擎将于 2009 年 5 月上线。4 月 28 日，Wolfram Alpha 开通博客。
Wolfram Alpha 于美国中部时间 2009 年 5 月 15 日 7 点开始准备发布，并且由 Justin.tv 现场直播。原先计划几个小时之后在网上向公众发布该产品服务，因为巨大的访问量，所以延迟发布。最后，产品在 2009 年 5 月 18 日正式推出。
2009 年 12 月 3 日，Wolfram Alpha 推出了 iPhone 版应用。2010 年 10 月 6 日，Wolfram Alpha 发布了 Android 版应用 。
2012 年 2 月 8 日，Wolfram Alpha Pro 正式发布。
2014 年 11 月 19 日，Wolfram Alpha 发布了 Windows Phone 版应用。
2015 年 5 月 13 日，Wolfram Alpha 发布了图像识别项目 （页面存档备份，存于）。

## 底层设计
用户可以在一个文本框中提交查询命令和计算要求。Wolfram Alpha 根据内置的由精选结构数据组成的知识库计算并提供答案，并返回相关的可视化图形。Wolfram Alpha 与普遍意义上的语义检索不同，传统的语义检索对各种答案添加索引，并尝试将问题与可能的答案匹配。
Wolfram Alpha 是基于 Wolfram 的另一个旗舰产品 Mathematica 开发的，Wolfram Alpha 的底层运算和数据处理工作就是通过在后台运行的 Mathematica 实现的。因为Mathematica 支持几何、数值以及符号式计算，并且具有强大的数学以及科技图形图像的可视化功能，所以 Wolfram Alpha 能够回答多种多样的数学问题，并将答案以清晰美观的图形化方式显示给用户。另外，在返回给用户答案的过程中，Wolfram Alpha 也集成了 Wolfram Research 另一个重要产品 webMathematica 的某些功能，以便能够更好地完成任务。

## 技术
Wolfram Alpha 第一版是用约一千五百万行的 Mathematica 代码编写的（使用 webMathematica （页面存档备份，存于） 和 gridMathematica （页面存档备份，存于）），并且在 10,000 个（为了系统发行的需要，这个数字被升级过）CPU 上运行。
Wolfram Alpha 还为商务合作伙伴提供了一个应用程序接口（API） 。 通过此项付费服务，Wolfram Alpha 能够发挥其优越的计算功能，为其它应用程序递交计算结果。其中一个典型的应用是微软公司的必应搜索引擎。

## 功能
Wolfram Alpha 可以完成数学、统计学、计算机科学、物理、化学、材料学、工程学、生命科学、测量学、经济学、社会学、语言学、天文学、地理、文学、历史、文化、体育、音乐、天气等各个领域的查询、计算和分析。Wolfram Alpha 还可对用户上传的图片进行识别。
使用 Wolfram Alpha 进行查询的实例：
- mortgage 6%, 25 year, $140000[18] 显示了按揭贷款应付利息随着时间的推移所发生的变化。
- life expectancy france 25 year old male[19] 使用生命分析技术，预计一位法国25岁成年男性的寿命。
- boiling point of water at 6 atm[20] 给出在特定气压下水的沸点。
- lim(x->0) x/sin x[21]将产生一个图示以及相应的级数展开，点击按钮“show steps”（显示计算步骤）就会看到使用洛必达法则[22]得到的可能的微分结果。

当用户提交查询命令和计算要求后，Wolfram Alpha 能够推导并计算出答案，并把答案以图形的形式展示给用户。
Wolfram Alpha 还能够处理基于自然语言的事实问答问题，例如：
- "Where was Mary Robinson born?"[23]直接得到玛丽·罗宾逊的出生地点。
- "How old was Queen Elizabeth II in 1974?"[24]（1974年英国女王伊莉莎白二世的年龄）
- "What is the forty-eighth smallest country by GDP per capita?" （按人均GDP计算，第四十八个最小的国家是哪个？）答案是：圣多美和普林西比，每年 1110 美元[25]。
- 如果输入“China GDP”，出现的将不是一大堆网页，而是直观的数据和图表。包括：中国 GDP 最新情况，从 1970 年至今的中国 GDP 增长情况（图表形式）、中国通货膨胀率、失业人口率。
- 如果输入“How many people in China”，你可以看到目前中国的总人口数、人口密度、平均每年人口增长率、预期寿命和平均年龄等数据。
- 如果输入“uncle's uncle's brother's son”，你将获得一份类似家谱的东西，当中包括血缘关系的具体数据。而如果用户将同样的指令输入 Google，获得的只是一些网页的清单。

## 授权合作伙伴
微软的必应搜索引擎在某些方面采用了 Wolfram Alpha 技术。
关于事实问答，Wolfram Alpha 也为苹果公司的 Siri、三星的 S Voice 以及 Android 平台上 Dexetra 的语音识别软件、 Iris 和 BlackBerry 10 上的声音控制软件。

## 系统要求
Wolfram Alpha 要求使用最新的网络浏览器 在其它低版本的浏览器中，如果不能正确显示文本内容，Wolfram Alpha 将弹出消息提示用户需要更新浏览器。

## Wolfram Alpha Pro
Wolfram Alpha Pro 于 2012 年 2 月 8 日正式发布 ，用户每月支付一定数额的订购费用即可享受额外功能。主要功能为上传各种常见的文件类型和数据，包括原始图表数据、图像、音频、XML和多种专业领域的科学、医学和数学格式，用于自动分析。其他功能包括扩展键盘、与可计算文档格式的互动、数据下载、分步求解、自定义和保存图表结果 以及额外的计算时间。
除了专业版的这些新功能，Wolfram Alpha Pro 还对免费网站带来下列变化：
- 免费网站广告数目增多
- 文本和 PDF 导出选项目前需要用户创建免费账号[9]，尽管在引入 Wolfram Alpha 账号之前已经存在这一功能[31]。
- 对长计算要求额外时间的选项过去是免费的[32] ，但是现在只提供给订阅用户[9]。
- 对于免费用户，分步求解仅限于三个步骤（之前不设限）[33]。

## 评价
在 Wolfram Alpha 还未正式发布，仅仅在网上公布模拟演示时，便收到了来自媒体的众多赞誉，称它为“Google 终结者”、超智能搜索的代名词等等。
Wolfram|Alpha 在美国 Popular Science 杂志的投票评选中获得 2009 年度最伟大的科技创新产品的荣誉。
2011 年，Wolfram Alpha 被排名网站 BTOE 评为 iPhone 上最佳参考应用程序。

## 参阅
- 常识知识库
- 強人工智慧
- 沃森 (人工智能程序)
- ChatGPT